# Erchemperto
Erchemperto o Heremperto (n. Castrum Pilanum, Conca della Campania, provincia de Caserta, Italia, primera mitad del siglo IX-Montecassino, 890), en latín Erchempertus; fue un religioso e historiador lombardo del siglo IX.
Erchemperto fue un monje benedictino de la abadía de Montecasino, hijo de Aldegario, noble de Caserta.
Su obra principal es Historia Langabardorvm Beneventarnorvm, en ella se da noticia sobre la historia de la región del reino de los lombardos desde 774 a 889, con los continuos conflictos con el duque de Benevento.

## Literatura
- Giorgio Falco, Erchemperto, in: Ders., Albori d’Europa. Pagine di Storia medievale (Roma 1947) 264-292.
- Huguette Taviani-Carozzi, La principauté Lombarde de Salerne, IXe-XIe siècle. 2 Bde. (Collection de l’École Française de Rome 152, Rome 1991).
- Walter Pohl, Werkstätte der Erinnerung. Montecassino und die langobardische Vergangenheit (Wien, erscheint 2000/01).